# Dick's Picks Volume 6
Dick's Picks Volume 6 je koncertní trojalbum americké rockové skupiny Grateful Dead, nahrané 14. října 1983 v Hartfordu v Connecticut a vydané v roce 1996. Jedná se o šestou část série Dick's Picks.

## Seznam skladeb
| Disk 1 | Disk 1                   | Disk 1             | Disk 1 |
| Pořadí | Název                    | Autor              | Délka  |
| ------ | ------------------------ | ------------------ | ------ |
| 1.     | Alabama Getaway          | Garcia, Hunter     | 6:06   |
| 2.     | Greatest Story Ever Told | Hart, Hunter, Weir | 4:52   |
| 3.     | They Love Each Other     | Garcia, Hunter     | 9:10   |
| 4.     | Mama Tried               | Haggard            | 2:48   |
| 5.     | Big River                | Cash               | 6:31   |
| 6.     | Althea                   | Garcia, Hunter     | 8:49   |
| 7.     | C.C. Rider               | traditional        | 8:01   |
| 8.     | Tennessee Jed            | Garcia, Hunter     | 8:33   |
| 9.     | Hell in a Bucket         | Barlow, Weir       | 5:53   |
| 10.    | Keep Your Day Job        | Garcia, Hunter     | 5:57   |

| Disk 2 | Disk 2               | Disk 2         | Disk 2 |
| Pořadí | Název                | Autor          | Délka  |
| ------ | -------------------- | -------------- | ------ |
| 1.     | Scarlet Begonias     | Garcia, Hunter | 14:20  |
| 2.     | Fire on the Mountain | Hart, Hunter   | 16:36  |
| 3.     | Estimated Prophet    | Barlow, Weir   | 13:11  |
| 4.     | Eyes of the World    | Garcia, Hunter | 17:53  |

| Disk 3 | Disk 3         | Disk 3           | Disk 3 |
| Pořadí | Název          | Autor            | Délka  |
| ------ | -------------- | ---------------- | ------ |
| 1.     | Drums          | Hart, Kreutzmann | 5:25   |
| 2.     | Spanish Jam    | Grateful Dead    | 13:05  |
| 3.     | The Other One  | Kreutzmann, Weir | 6:09   |
| 4.     | Stella Blue    | Garcia, Hunter   | 9:10   |
| 5.     | Sugar Magnolia | Hunter, Weir     | 9:26   |
| 6.     | U.S. Blues     | Garcia, Hunter   | 5:40   |

## Sestava
- Jerry Garcia - sólová kytara, zpěv
- Mickey Hart - bicí
- Bill Kreutzmann - bicí
- Phil Lesh - baskytara, zpěv
- Brent Mydland - klávesy, zpěv
- Bob Weir - kytara, zpěv